# Placówka Straży Granicznej I linii „Radocyna”
Placówka Straży Granicznej I linii „Radocyna” – jednostka organizacyjna Straży Granicznej pełniąca służbę ochronną na granicy polsko-czechosłowackiej w okresie międzywojennym.

## Formowanie i zmiany organizacyjne
Na wniosek Ministerstwa Skarbu, uchwałą z 10 marca 1920 roku, powołano do życia Straż Celną. Od połowy 1921 roku jednostki Straży Celnej rozpoczęły przejmowanie odcinków granicy od pododdziałów Batalionów Celnych. Proces tworzenia Straży Celnej trwał do końca 1922 roku. Placówka Straży Celnej „Radocyna” weszła w podporządkowanie komisariatu Straży Celnej „Krempna” z Inspektoratu SC „Dukla”.
Rozporządzeniem Prezydenta Rzeczypospolitej Polskiej Ignacego Mościckiego z 22 marca 1928 roku, do ochrony północnej, zachodniej i południowej granicy państwa, a w szczególności do ich ochrony celnej, powoływano z dniem 2 kwietnia 1928 roku  Straż Graniczną.
Rozkazem nr 5 z 16 maja 1928 roku w sprawie organizacji Małopolskiego Inspektoratu Okręgowego dowódca Straży Granicznej gen. bryg. Stefan Pasławski określił strukturę organizacyjną komisariatu SG „Gładyszów”. Placówka Straży Granicznej I linii „Zdynia” znalazła się w jego strukturze.
Rozkazem komendanta Straży Granicznej z 10 lipca 1929  w sprawach organizacyjnych powołano placówkę Straży Granicznej I linii „Radocyna”. Zorganizowano ją w ten sposób, że zmniejszono obsadę placówki „Zdynia” do jednej drużyny, a pozostałość przeniesiono do Radocyna i ustalono nowe granice placówek. 
Rozkazem nr 1 z 27 marca 1936 roku  w sprawach [...] zmian w niektórych inspektoratach okręgowych, komendant Straży Granicznej płk Jan Jur-Gorzechowski wyłączył placówkę Straży Granicznej I linii „Radocyna” z komisariatu „Gładyszów” i włączył do komisariatu „Krempna”.